# Cúp bóng đá Nam Mỹ 2007
Cúp bóng đá Nam Mỹ 2007 là Cúp bóng đá Nam Mỹ lần thứ 42, diễn ra ở Venezuela từ 26 tháng 6 đến 15 tháng 7 năm 2007. Giải đấu có 12 đội tuyển tham gia, trong đó México và Hoa Kỳ là những đội khách mời từ CONCACAF, chia làm 3 bảng 4 đội để chọn ra 2 đội đứng đầu bảng và đội đứng thứ ba xuất sắc nhất lọt vào vòng trong. Đương kim vô địch Brasil bảo vệ chức vô địch sau khi vượt qua Argentina ở trận chung kết.

## Địa điểm
| Maturín                            | Barquisimeto                                                                              | Mérida                                                                                    | Ciudad Guayana                                                                            |
| ---------------------------------- | ----------------------------------------------------------------------------------------- | ----------------------------------------------------------------------------------------- | ----------------------------------------------------------------------------------------- |
| Sân vận động tượng đài Maturín     | Sân vận động Đô thị Lara                                                                  | Sân vận động Đô thị Mérida                                                                | Sân vận động Polideportivo Cachamay                                                       |
| Sức chứa: 52.000                   | Sức chứa: 42.000                                                                          | Sức chứa: 42.000                                                                          | Sức chứa: 41.600                                                                          |
|                                    |                                                                                           |                                                                                           |                                                                                           |
| Maracaibo                          | BarinasBarquisimetoCaracasMaracaiboMaturínMéridaPuerto la CruzCiudad GuayanaSan Cristóbal | BarinasBarquisimetoCaracasMaracaiboMaturínMéridaPuerto la CruzCiudad GuayanaSan Cristóbal | BarinasBarquisimetoCaracasMaracaiboMaturínMéridaPuerto la CruzCiudad GuayanaSan Cristóbal |
| Sân vận động José Pachencho Romero | BarinasBarquisimetoCaracasMaracaiboMaturínMéridaPuerto la CruzCiudad GuayanaSan Cristóbal | BarinasBarquisimetoCaracasMaracaiboMaturínMéridaPuerto la CruzCiudad GuayanaSan Cristóbal | BarinasBarquisimetoCaracasMaracaiboMaturínMéridaPuerto la CruzCiudad GuayanaSan Cristóbal |
| Sức chứa: 40.000                   | BarinasBarquisimetoCaracasMaracaiboMaturínMéridaPuerto la CruzCiudad GuayanaSan Cristóbal | BarinasBarquisimetoCaracasMaracaiboMaturínMéridaPuerto la CruzCiudad GuayanaSan Cristóbal | BarinasBarquisimetoCaracasMaracaiboMaturínMéridaPuerto la CruzCiudad GuayanaSan Cristóbal |
|                                    | BarinasBarquisimetoCaracasMaracaiboMaturínMéridaPuerto la CruzCiudad GuayanaSan Cristóbal | BarinasBarquisimetoCaracasMaracaiboMaturínMéridaPuerto la CruzCiudad GuayanaSan Cristóbal | BarinasBarquisimetoCaracasMaracaiboMaturínMéridaPuerto la CruzCiudad GuayanaSan Cristóbal |
| San Cristóbal                      | Puerto la Cruz                                                                            | Barinas                                                                                   | Caracas                                                                                   |
| Sân vận động Thể thao Pueblo Nuevo | Sân vận động Olympic Luis Ramos                                                           | Sân vận động Agustín Tovar                                                                | Sân vận động Olympic UCV                                                                  |
| Sức chứa: 40.000                   | Sức chứa: 38.000                                                                          | Sức chứa: 27.500                                                                          | Sức chứa: 24.900                                                                          |
|                                    |                                                                                           |                                                                                           |                                                                                           |

## Trọng tài
| - Carlos Chandía - Sergio Pezzotta - René Ortubé - Carlos Simon - Óscar Ruiz | - Mauricio Reinoso - Armando Archundia - Carlos Amarilla - Carlos Torres | - Víctor Rivera - Jorge Larrionda - Baldomero Toledo - Manuel Andarcia |

## Vòng bảng

### Bảng A
| Đội       | Trận | Thắng | Hoà | Thua | BT | BB | HS | Điểm |
| --------- | ---- | ----- | --- | ---- | -- | -- | -- | ---- |
| Venezuela | 3    | 1     | 2   | 0    | 4  | 2  | +2 | 5    |
| Perú      | 3    | 1     | 1   | 1    | 5  | 4  | +1 | 4    |
| Uruguay   | 3    | 1     | 1   | 1    | 1  | 3  | −2 | 4    |
| Bolivia   | 3    | 0     | 2   | 1    | 4  | 5  | −1 | 2    |

| Uruguay | 0–3        | Perú                                     |
| ------- | ---------- | ---------------------------------------- |
|         | (Chi tiết) | Villalta 27' · Mariño 70' · Guerrero 88' |

| Venezuela                | 2–2        | Bolivia               |
| ------------------------ | ---------- | --------------------- |
| Maldonado 20' · Páez 55' | (Chi tiết) | Moreno 38' · Arce 84' |

| Bolivia | 0–1        | Uruguay     |
| ------- | ---------- | ----------- |
|         | (Chi tiết) | Sánchez 58' |

| Venezuela                   | 2–0        | Perú |
| --------------------------- | ---------- | ---- |
| Cichero 48' · Arismendi 79' | (Chi tiết) |      |

| Perú             | 2–2        | Bolivia                 |
| ---------------- | ---------- | ----------------------- |
| Pizarro 34', 85' | (Chi tiết) | Moreno 24' · Campos 45' |

| Venezuela | 0–0        | Uruguay |
| --------- | ---------- | ------- |
|           | (Chi tiết) |         |

### Bảng B
| Đội     | Trận | Thắng | Hoà | Thua | BT | BB | HS | Điểm |
| ------- | ---- | ----- | --- | ---- | -- | -- | -- | ---- |
| México  | 3    | 2     | 1   | 0    | 4  | 1  | +3 | 7    |
| Brasil  | 3    | 2     | 0   | 1    | 4  | 2  | +2 | 6    |
| Chile   | 3    | 1     | 1   | 1    | 3  | 5  | −2 | 4    |
| Ecuador | 3    | 0     | 0   | 3    | 3  | 6  | −3 | 0    |

| Ecuador                      | 2–3        | Chile                           |
| ---------------------------- | ---------- | ------------------------------- |
| A.Valencia 16' · Benítez 23' | (Chi tiết) | Suazo 20', 80' · Villanueva 86' |

| Brasil | 0–2        | México                     |
| ------ | ---------- | -------------------------- |
|        | (Chi tiết) | Castillo 23' · Morales 28' |

| Brasil                        | 3–0        | Chile |
| ----------------------------- | ---------- | ----- |
| Robinho 36' (ph.đ.), 84', 87' | (Chi tiết) |       |

| México                   | 2–1        | Ecuador    |
| ------------------------ | ---------- | ---------- |
| Castillo 21' · Bravo 79' | (Chi tiết) | Méndez 84' |

| México | 0–0        | Chile |
| ------ | ---------- | ----- |
|        | (Chi tiết) |       |

| Brasil              | 1–0        | Ecuador |
| ------------------- | ---------- | ------- |
| Robinho 56' (ph.đ.) | (Chi tiết) |         |

### Bảng C
| Đội       | Trận | Thắng | Hoà | Thua | BT | BB | HS | Điểm |
| --------- | ---- | ----- | --- | ---- | -- | -- | -- | ---- |
| Argentina | 3    | 3     | 0   | 0    | 9  | 3  | +6 | 9    |
| Paraguay  | 3    | 2     | 0   | 1    | 8  | 2  | +6 | 6    |
| Colombia  | 3    | 1     | 0   | 2    | 3  | 9  | −6 | 3    |
| Hoa Kỳ    | 3    | 0     | 0   | 3    | 2  | 8  | −6 | 0    |

| Paraguay                                    | 5–0        | Colombia |
| ------------------------------------------- | ---------- | -------- |
| Santa Cruz 30', 46', 80' · Cabañas 84', 88' | (Chi tiết) |          |

| Argentina                               | 4–1        | Hoa Kỳ             |
| --------------------------------------- | ---------- | ------------------ |
| Crespo 11', 60' · Aimar 76' · Tevez 84' | (Chi tiết) | Johnson 9' (ph.đ.) |

| Hoa Kỳ    | 1–3        | Paraguay                                  |
| --------- | ---------- | ----------------------------------------- |
| Clark 35' | (Chi tiết) | Barreto 29' · Cardozo 56' · Cabañas 90+2' |

| Argentina                                                | 4–2        | Colombia                      |
| -------------------------------------------------------- | ---------- | ----------------------------- |
| Crespo 20' (ph.đ.) · Riquelme 34', 45' · D. Milito 90+1' | (Chi tiết) | E. Perea 10' · Castrillón 76' |

| Hoa Kỳ | 0–1        | Colombia       |
| ------ | ---------- | -------------- |
|        | (Chi tiết) | Castrillón 15' |

| Argentina      | 1–0        | Paraguay |
| -------------- | ---------- | -------- |
| Mascherano 79' | (Chi tiết) |          |

### Thứ tự các đội xếp thứ ba
| Bảng | Đội      | Trận | Thắng | Hoà | Thua | BT | BB | HS | Điểm |
| ---- | -------- | ---- | ----- | --- | ---- | -- | -- | -- | ---- |
| B    | Chile    | 3    | 1     | 1   | 1    | 3  | 5  | −2 | 4    |
| A    | Uruguay  | 3    | 1     | 1   | 1    | 1  | 3  | −2 | 4    |
| C    | Colombia | 3    | 1     | 0   | 2    | 3  | 9  | −6 | 3    |

## Vòng đấu loại trực tiếp
|  | Tứ kết                     | Tứ kết                    |                        |       | Bán kết       | Bán kết       |  |  | Chung kết | Chung kết |
|  |                            |                           |                        |       |               |               |  |  |           |           |
|  | 7 tháng 7 - San Cristóbal  |                           |                        |       |               |               |  |  |           |           |
|  |                            |                           |                        |       |               |               |  |  |           |           |
|  | Venezuela                  | 1                         |                        |       |               |               |  |  |           |           |
|  | Venezuela                  | 1                         | 10 tháng 7 - Maracaibo |       |               |               |  |  |           |           |
|  | Uruguay                    | 4                         |                        |       |               |               |  |  |           |           |
|  | Uruguay                    | 4                         | Uruguay                | 2 (4) |               |               |  |  |           |           |
|  | 7 tháng 7 - Puerto la Cruz |                           | Uruguay                | 2 (4) |               |               |  |  |           |           |
|  |                            | Brasil (pen.)             | 2 (5)                  |       |               |               |  |  |           |           |
|  | Chile                      | Brasil (pen.)             | 2 (5)                  | 1     |               |               |  |  |           |           |
|  | Chile                      |                           | 15 tháng 7 - Maracaibo | 1     |               |               |  |  |           |           |
|  | Brasil                     | 6                         |                        |       |               |               |  |  |           |           |
|  | Brasil                     | 6                         | Brasil                 | 3     |               |               |  |  |           |           |
|  | 8 tháng 7 - Maturín        |                           | Brasil                 | 3     |               |               |  |  |           |           |
|  |                            | Argentina                 | 0                      |       |               |               |  |  |           |           |
|  | México                     | Argentina                 | 0                      | 6     |               |               |  |  |           |           |
|  | México                     | 11 tháng 7 - Puerto Ordaz |                        | 6     |               |               |  |  |           |           |
|  | Paraguay                   | 0                         |                        |       |               |               |  |  |           |           |
|  | Paraguay                   | 0                         | México                 | 0     |               |               |  |  |           |           |
|  | 8 tháng 7 - Barquisimeto   |                           | México                 | 0     |               |               |  |  |           |           |
|  |                            | Argentina                 | 3                      |       | Tranh hạng ba | Tranh hạng ba |  |  |           |           |
|  | Argentina                  | Argentina                 | 3                      | 4     | Tranh hạng ba | Tranh hạng ba |  |  |           |           |
|  | Argentina                  |                           | 14 tháng 7 - Caracas   | 4     |               |               |  |  |           |           |
|  | Perú                       | 0                         |                        |       |               |               |  |  |           |           |
|  | Perú                       | 0                         | Uruguay                | 1     |               |               |  |  |           |           |
|  |                            |                           |                        |       |               |               |  |  |           |           |
|  | México                     | 3                         |                        |       |               |               |  |  |           |           |
|  | México                     | 3                         |                        |       |               |               |  |  |           |           |

### Tứ kết
| Venezuela  | 1–4        | Uruguay                                        |
| ---------- | ---------- | ---------------------------------------------- |
| Arango 41' | (Chi tiết) | Forlán 38', 90+1' · García 64' · Rodríguez 86' |

| Chile     | 1–6        | Brasil                                                                   |
| --------- | ---------- | ------------------------------------------------------------------------ |
| Suazo 76' | (Chi tiết) | Juan 16' · Baptista 23' · Robinho 27', 50' · Josué 68' · Vágner Love 85' |

| México                                                                               | 6–0        | Paraguay |
| ------------------------------------------------------------------------------------ | ---------- | -------- |
| Castillo 5' (ph.đ.), 38' · Torrado 27' · Arce 79' · Blanco 87' (ph.đ.) · Bravo 90+1' | (Chi tiết) |          |

| Argentina                                      | 4–0        | Perú |
| ---------------------------------------------- | ---------- | ---- |
| Riquelme 47', 85' · Messi 61' · Mascherano 75' | (Chi tiết) |      |

### Bán kết
| Uruguay                                                          | 2–2        | Brasil                                                                 |
| ---------------------------------------------------------------- | ---------- | ---------------------------------------------------------------------- |
| Forlán 36' · Abreu 69'                                           | (Chi tiết) | Maicon 13' · Baptista 41'                                              |
| Loạt sút luân lưu                                                |            |                                                                        |
| Forlán · Scotti · González · Rodríguez · Abreu · García · Lugano | 4–5        | Robinho · Juan · Gilberto Silva · Afonso · Diego · Fernando · Gilberto |

| México | 0–3        | Argentina                                     |
| ------ | ---------- | --------------------------------------------- |
|        | (Chi tiết) | Heinze 45' · Messi 61' · Riquelme 65' (ph.đ.) |

### Tranh hạng ba
| México                                        | 3–1        | Uruguay   |
| --------------------------------------------- | ---------- | --------- |
| Blanco 36' (ph.đ.) · Bravo 68' · Guardado 76' | (Chi tiết) | Abreu 22' |

### Chung kết
| Brasil                                     | 3–0        | Argentina |
| ------------------------------------------ | ---------- | --------- |
| Baptista 4' · Ayala 40' (l.n.) · Alves 69' | (Chi tiết) |           |

### Vô địch
| Vô địch Copa América 2007 Brasil Lần thứ tám |